# ダフ・マッケイガン
ダフ・マッケイガン（Duff "Rose" McKagan 本名：Michael Andrew McKagan、1964年2月5日 - ）は、アメリカ合衆国出身のロックミュージシャン、マルチプレイヤー。
世界的なロックバンド「ガンズ・アンド・ローゼズ」のベースを担当。主宰するバンド「Loaded」では、ボーカルとギターも務める。また、数々のプロジェクトに参加した実績をもつ。

## 来歴

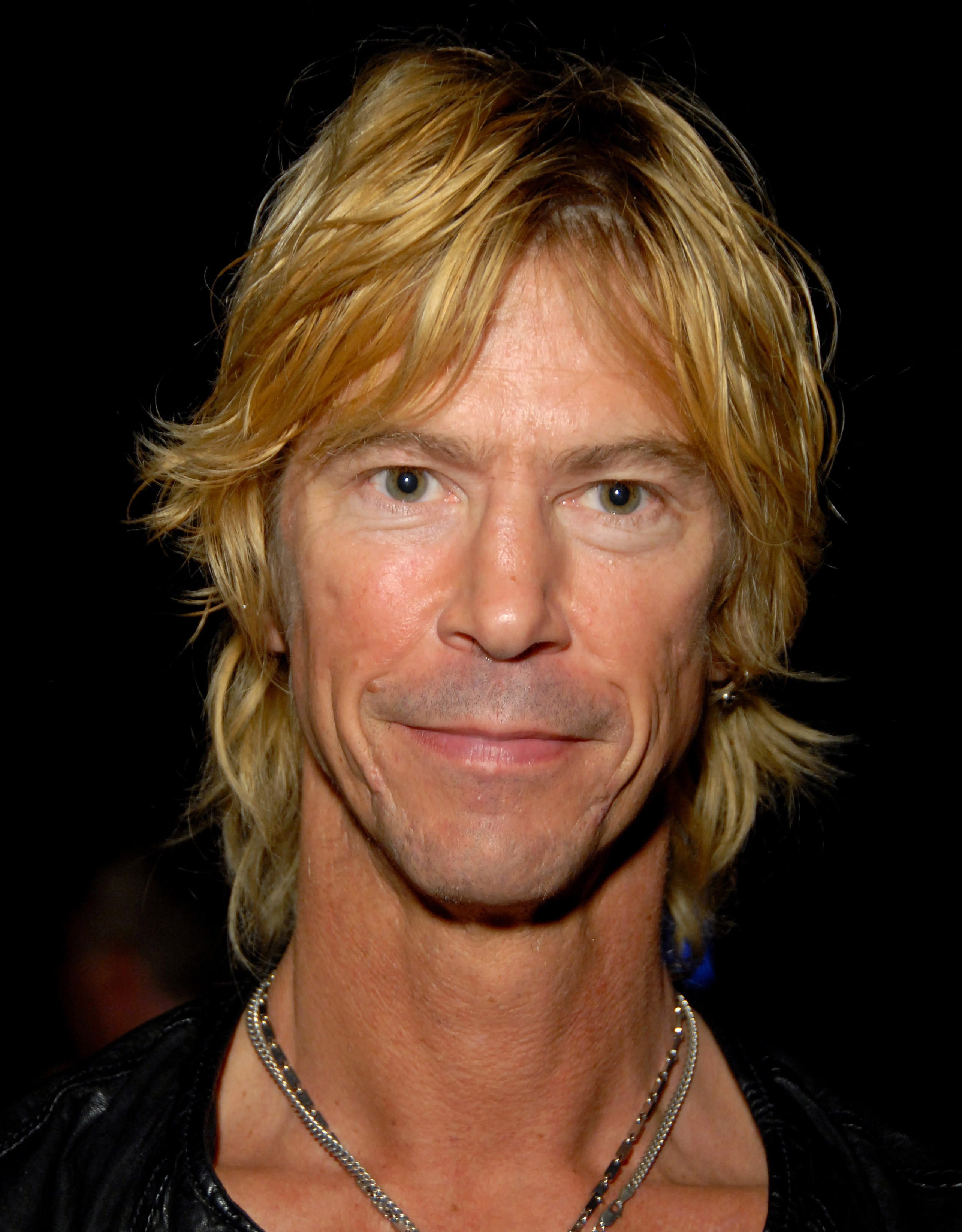
USA.ウェスト・ハリウッドにて (2012年)

ワシントン州シアトルにて、良家の8人兄弟の末っ子として生まれる。ダフという名前は、子供の頃からのあだ名で、近所にも同じマイケルという名の男の子がいたため、区別するために母親がつけたもの。
15歳頃に「Vains」というグループでバンド活動を始める。その後「Fastbacks」「The Fartz」「10 Minute Warning」などのパンク系バンドを経て、1983年に10 Minute Warningの同僚グレッグ・ギルモアと共にプロのミュージシャンを目指し、ロサンゼルスを本拠を移す。
その後、新聞広告を通じスラッシュやスティーヴン・アドラーと出会い、「ロード・クルー」というバンドを結成するも、専任ボーカルが見つからなかったため、すぐにバンドは停滞状態に。そこへハリウッド・ローズとL.A.ガンズが合併したバンド「ガンズ・アンド・ローゼズ」から声がかかり、加入することとなる。
1987年、ガンズ・アンド・ローゼズの一員として、アルバム『アペタイト・フォー・ディストラクション』でデビュー。
1993年、ソロ・アルバム『ビリーヴ・イン・ミー』発表。USE YOUR ILLUSION ツアーの合間を縫って完成させた。全パートを自分でこなした曲もあれば、ジェフ・ベック、レニー・クラヴィッツ、セバスチャンバックなども参加。
1994年に、アルコールの過剰摂取により急性膵炎を患い、膵臓が破裂。一時、死の淵を彷徨うも奇跡的に生還。これをきっかけにアルコール及びドラッグを断ち、クリーンになることを決意する。同時に、地元に自宅を構える。
1995年、スティーヴ・ジョーンズ（元セックス・ピストルズ）、ジョン・テイラー（デュラン・デュラン）、マット・ソーラムと共に「ニューロティック・アウトサイダーズ」を結成、1996年にはアルバム『ニューロティック・アウトサイダーズ』を発表。
1997年、ガンズ・アンド・ローゼズを脱退。古巣のパンク・バンド「10 Minute Warning」を復活させ、13年ぶりに活動。
1999年、ソロ第2作『ビューティフル・ディジーズ』を完成させるも、レコード会社との契約上の理由から未発表のままお蔵入りとなる。その後ソロ活動を経て、自身のバンド「ローデッド(Loaded)」を結成し、アルバムを2作（内1枚はライブ会場とオフィシャル・サイトの通販のみで販売）とEP1枚を発表。ローデッドではボーカルとギターを担当。
2001年、赤坂BLITZにて、かねてから親交のあった「LUNA SEA」のJ主催のイベント『FIRE WIRE』にサプライズ出演し、その後の追加公演にも、スティーヴ・ジョーンズやイアン･アストベリー（元THE CULT）などと共に、自身も「ローデッド」として参加した。
翌2002年には、単独来日公演も行っている。
同じガンズを脱退したスラッシュとマット・ソーラム、元ストーン・テンプル・パイロッツのスコット・ウェイランド、ローデッドなどにも参加したことのあるデイヴ・クシュナーらと共に「ヴェルヴェット・リヴォルヴァー」を結成。
2008年10月19日、さいたまスーパーアリーナで行われたロックフェス『LOUD PARK』に、「Duff McKagan's LOADED（ダフ・マッケイガンズ　ローデッド）」の名義で出演した。
2010年10月14日、ロンドンのO2アリーナで行われたガンズのコンサートに飛び入り参加し、アクセル・ローズと13年ぶりの共演を果たした。
2012年、ハードロック・バンド「Walking Papers」を結成。
2015年、アリス・クーパー、ジョニー・デップ、ジョー・ペリーを中心に発足したスーパーグループ・プロジェクト「ハリウッド・ヴァンパイアーズ」に参加し、ライブツアーの一員としても名を連ねる。
2016年、スラッシュと共に古巣「ガンズ・アンド・ローゼズ」に、19年ぶりの正式復帰。

## 人物

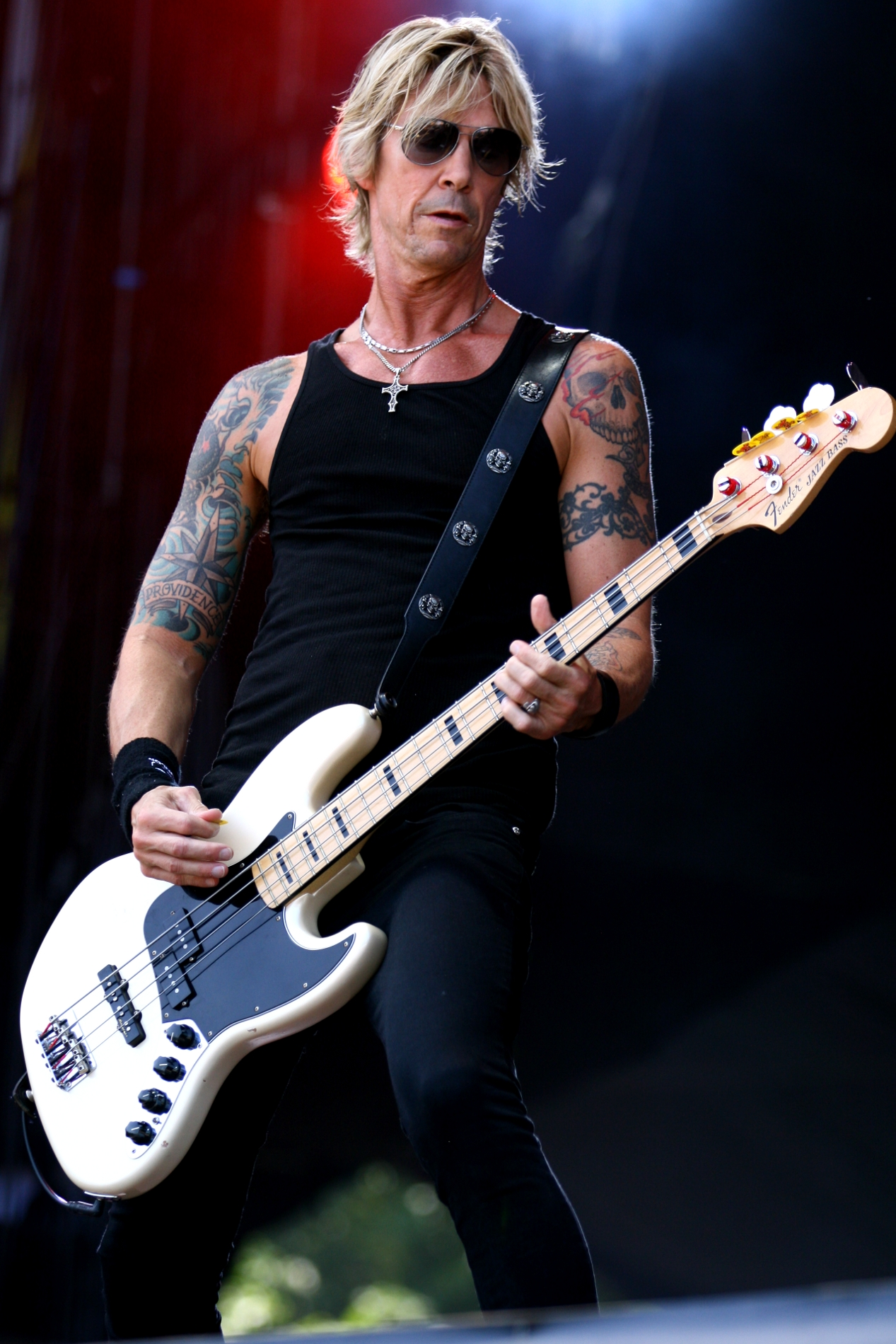
Walking Papers時代 (2014年)

- 190cmの長身と長いブロンドヘアー、ベースを低く構えて演奏する姿が特徴。最近は、ショートヘアーになっている。
- 気さくな人柄で知られる。ガンズの結成初期にはやる気のないメンバーの尻を叩き、ツアーのブッキングを積極的に行うなどし、バンドの安定化に貢献した。
- 10代の頃はパンクを志向していた。特に、シド・ヴィシャスからの強い影響で、南京錠付きのチェーンネックレスを首から下げていた。
- 以前は、ベースだけでなくギターやドラムもプレイしていた。ロサンゼルスに移住した頃から、プロのベーシストを志した。
- 同じシアトル出身のカート・コバーンとは不仲だったが、その後は和解。カートが自殺する数日前に同じ飛行機に乗り合わせ、深く話し込んでいる。
- 2005年2月9日にZepp Tokyoで行われた、ヴェルヴェット･リヴォルヴァー -Japan Tour 2005-の最終公演で、「セット・ミー・フリー」の演奏後ピックを投げた際、大事な指輪も一緒に飛ばしてしまい、観客に探してもらうというハプニングがあった。
- 2008年、フェンダーUSAから長年彼が愛用していたベースを完全に再現した｢ダフ・マッケイガン・ベース｣が発売された。
- シアトル・マリナーズのファン。
- 2008年に発表の元ガンズのイジー・ストラドリンのソロ・アルバム「Concrete」にゲストとして参加している。
- アメリカでの銃販売における身元確認をより厳しくすること、軍仕様の武器や大容量の弾倉の販売を一般人には制限することを求めている[5]。

## 主な参加グループ
- Vains（1979–1980）
- Fastbacks（1980–1982）
- The Fartz（1982–1983） →10 Minute Warningに改名
- 10 Minute Warning（1983–1984, 1997–1998）
- ロード・クルー（1984）
- ガンズ・アンド・ローゼズ（1985–1997, 2016– ）
- ニューロティック・アウトサイダーズ（1995–1997）
- The Gentlemen（1998–2001）
- Loaded（1999– ）
- ヴェルヴェット・リヴォルヴァー（2002–2008）
- ジェーンズ・アディクション（2010）
- Walking Papers（2012– ）
- Hollywood Vampires（2015– ）

## ディスコグラフィー

### 主宰

#### ソロ作品
- 『Believe in Me』 (1993年)
- 『Beautiful Disease』 (1999年)
- 『Tenderness』（2019年）

#### (Duff McKagan's) Loaded
- 『Episode 1999: Live』 (1999年) - ライブ盤
- 『Dark Days』 (2001年)
- 『Wasted Heart』(2008年) - EP
- 『Sick』 (2009年)
- 『The Taking』 (2011年)

### グループ作品
ガンズ・アンド・ローゼズ
The Fartz
- 『You, We See You Crawling』 （1990年）

ニューロティック・アウトサイダーズ
- 『Neurotic Outsiders』 （1996年）

10 Minute Warning
- 『10 Minute Warning』 （1998年）

ヴェルヴェット・リヴォルヴァー
- 『Contraband』 （2004 年）
- 『Libertad』 （2007年）

Walking Papers
- 『Walking Papers』 （2013年）
- 『WP2』 （2018年）

Hollywood Vampires
- 『Hollywood Vampires』 （2016年）

### コンピレーション
- 『ディープ・パープル マシン・ヘッド・トリビュート:リ・マシンド』 （2012年）

## 著作
- 『ダフ・マッケイガン自伝　イッツ・ソー・イージー:アンド・アザー・ライズ』(2017)　川原真理子訳　 DU BOOKS　ISBN 978-4907583477。

## 外部サイト
- Duff McKagan (duffmckagan) - Facebook
- Duff McKagan (@duffmckagan) - X（旧Twitter）

| 先代 Ole Beich | ガンズ・アンド・ローゼズのベーシスト 1985–1998 | 次代 トミー・スティンソン |